# 德勒克
德勒克，博尔济吉特氏，巴林郡王璘沁长子。乾隆十五年（1750）二月尚和硕和婉公主；但因體弱，未襲郡王爵，二十一年（1756）袭封巴林辅国公，在内廷行走；四十八年（1783）晋贝子，寻晋理藩院额外侍郎。乾隆五十九年卒。